# T. S. Monk

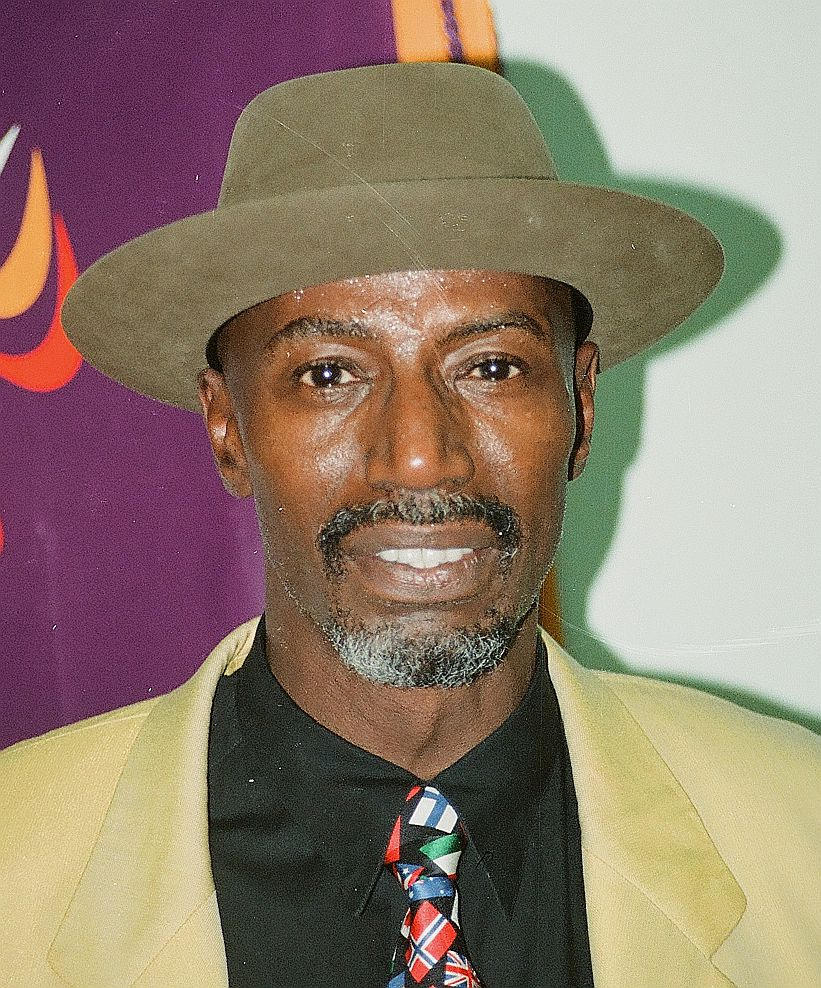
T.S. Monk (1998)

Thelonious Sphere „T. S.“ Monk, Jr. (* 27. Dezember 1949 in New York City) ist ein amerikanischer Jazz-Schlagzeuger, Perkussionist und Komponist des Post Bop.

## Leben und Wirken
Monk hatte sein Bühnen-Debüt mit zehn Jahren an der Seite seines Vaters Thelonious Monk. Nachdem er eine Zeit seines Berufslebens außerhalb des Jazz gearbeitet hatte, gründete Monk mit seiner Schwester Barbara „Boo Boo“ Monk und seiner Verlobten Yvonne Fletcher zu Beginn der 1980er Jahre ein schlicht nach ihm benanntes Trio, in dem er auch als Sänger wirkte. Das 1980 entstandene Debütalbum House of Music enthielt zwei Hits, die in den R&B Charts erfolgreich waren: Bon Bon Vie (Gimme the Good Life) und Candidate for Love. Mit More of the Good Life (1981) und Human (1982) entstanden zwei weitere Alben, die weniger erfolgreich waren. Barbara Monk und Yvonne Fletcher verstarben beide 1983 bzw. 1984 innerhalb weniger Monate an Brustkrebs. Monk gründete daraufhin mit Eric Mercury das kurzlebige Duo Merc And Monk, das ein selbstbetiteltes Album veröffentlichte. Nachdem auch dieses Projekt kaum erfolgreich gewesen war und die vorherigen Schicksalsschläge noch nachwirkten, pausierte Monk zwischen 1985 und 1990.
In den 1990er Jahren wandte sich Monk nach den eher Funk-orientierten Aufnahmen seiner vorherigen Bands dem Werk seines Vaters zu und rekapitulierte dabei den Sound der klassischen Hard Bop Aufnahmen des Blue Note Labels. Dies gelang ihm insbesondere mit dem Album Monk on Monk, das er 1997 mit Gastmusikern wie Clark Terry, Arturo Sandoval, Roy Hargrove, John Clark, Bobby Watson, Wayne Shorter, Jimmy Heath, Howard Johnson, Geri Allen, Herbie Hancock, Ron Carter, Dave Holland, Christian McBride, Kevin Mahogany und Dianne Reeves aufnahm und das ausschließlich den Kompositionen seines Vaters gewidmet war. Monks Schlagzeugstil ist von Max Roach und Tony Williams beeinflusst.

## Diskografie
- House of Music (1980)
- More of the Good Life (1981)
- Human (1982)
- Take One (1992)
- Changing of the Guard (1993)
- The Charm (1995)
- Monk on Monk (1997)
- Crosstalk (1999)
- Higher Ground (2003)
- The Remixes (feat. John Morales & Paul Simpson) (2015)